# 嵯峨野

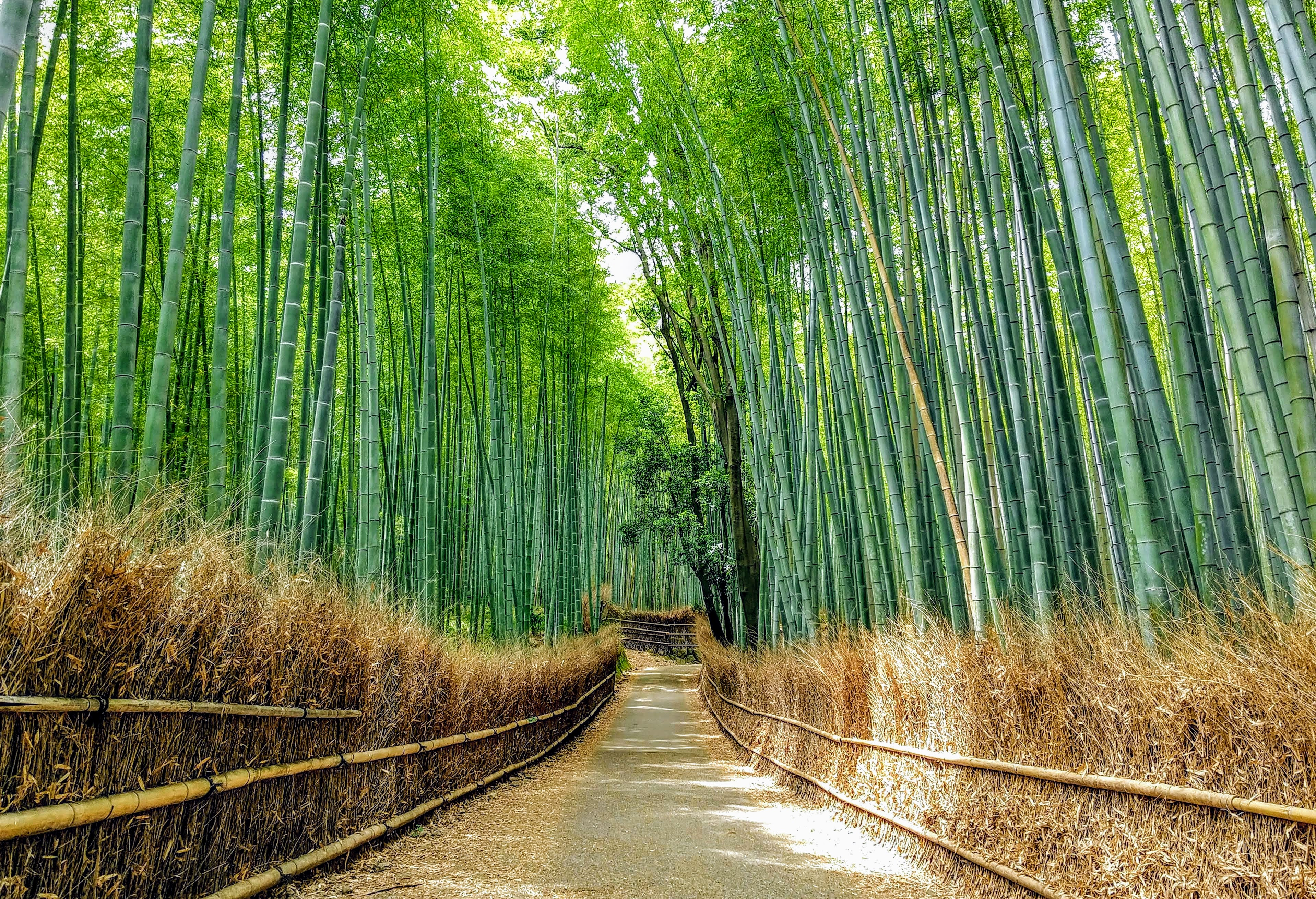
竹林の小径

嵯峨野（さがの）は、京都府京都市右京区の地名。太秦・宇多野の西、桂川の北、小倉山の東、愛宕山麓の南に囲まれた付近に広がる広い地域の名称で、単に「嵯峨（さが）」と呼称される事もある。ただし、観光地としての「嵯峨（野）」は嵐山から小倉山に沿った社寺の立ち並ぶ地域（概ね車折神社より西側）を指す。平安京の西方の郊外になることから別名、西郊と公家達はよんだ。
地名の由来については坂あるいは険し（さがし）などの地形に由来するという説と中国西安（長安）郊外の「巀嶭山（さつがつさん）」を「嵯峨山」とも書いたからだという説がある。

## 歴史
古来、太秦を根拠としていた豪族の秦氏によって開発が進められたとされている。平安遷都後には、風光明媚なため、天皇や大宮人たちの絶好の遊猟、行楽地だった。嵯峨天皇が離宮嵯峨院を造営して居住し、その崩御後に外孫の恒寂入道親王（仁明天皇廃太子の恒貞親王）がこれを大覚寺として改めた。882年（元慶6年）に嵯峨野は「禁野」とされ、以後貴族・文人などによる山荘・寺院建立が相次ぐ事になる。藤原定家がこの地に小倉山荘を造営してここで小倉百人一首を撰んだと伝えられ、時雨亭跡とされる遺跡が厭離庵、二尊院および常寂光寺に残っている。また、奥嵯峨の化野は、東山の鳥辺野と並ぶ風葬の地であった。鎌倉時代中期の1255年（建長7年）に後嵯峨上皇が亀山殿（嵯峨殿）と呼ばれる離宮を造営し、1268年（文永5年）に出家して大覚寺を新たな御所とする（「嵯峨御所」）。大覚寺は後嵯峨上皇崩御後には引き続いて亀山法皇の御所となり、その子孫は大覚寺統と称された。南北朝時代に敵対していた南朝（大覚寺統）の後醍醐天皇の崩御の知らせを聞いた室町幕府の足利尊氏が嵯峨野に天竜寺を造営したのも、ここが大覚寺統ゆかりの地であった事による。こうした風景が大きく変わるのは、江戸時代初頭の1606年（慶長11年）に角倉了以が保津川を改修して大堰川を開いて以後のことである。嵯峨は丹波と京都をつなぐ水運の要地となり、木材などを扱う問屋などが並ぶようになった。江戸時代の嵯峨の石高はほぼ2,400石で推移して公家領・門跡領による相給となっていた。明治以後に変遷を経て、1903年（明治36年）に葛野郡嵯峨村となり、1923年（大正12年）に嵯峨町となって、1931年（昭和6年）に京都市に編入された。その後、1970年（昭和45年）に新丸太町通が開通して以来、急速に発展した。野宮神社周辺の竹林が有名である｡
明治の大合併により葛野郡太秦村に含まれることになった、藩政村の生田村と高田村が合併して明治7年に成立した嵯峨野村にあたる地域（右京区嵯峨野○○町で示される地域）や学区（元学区）の嵯峨野学区のことを指す場合もある。（→京都市立嵯峨野小学校#嵯峨野学区）

## 主な観光スポット

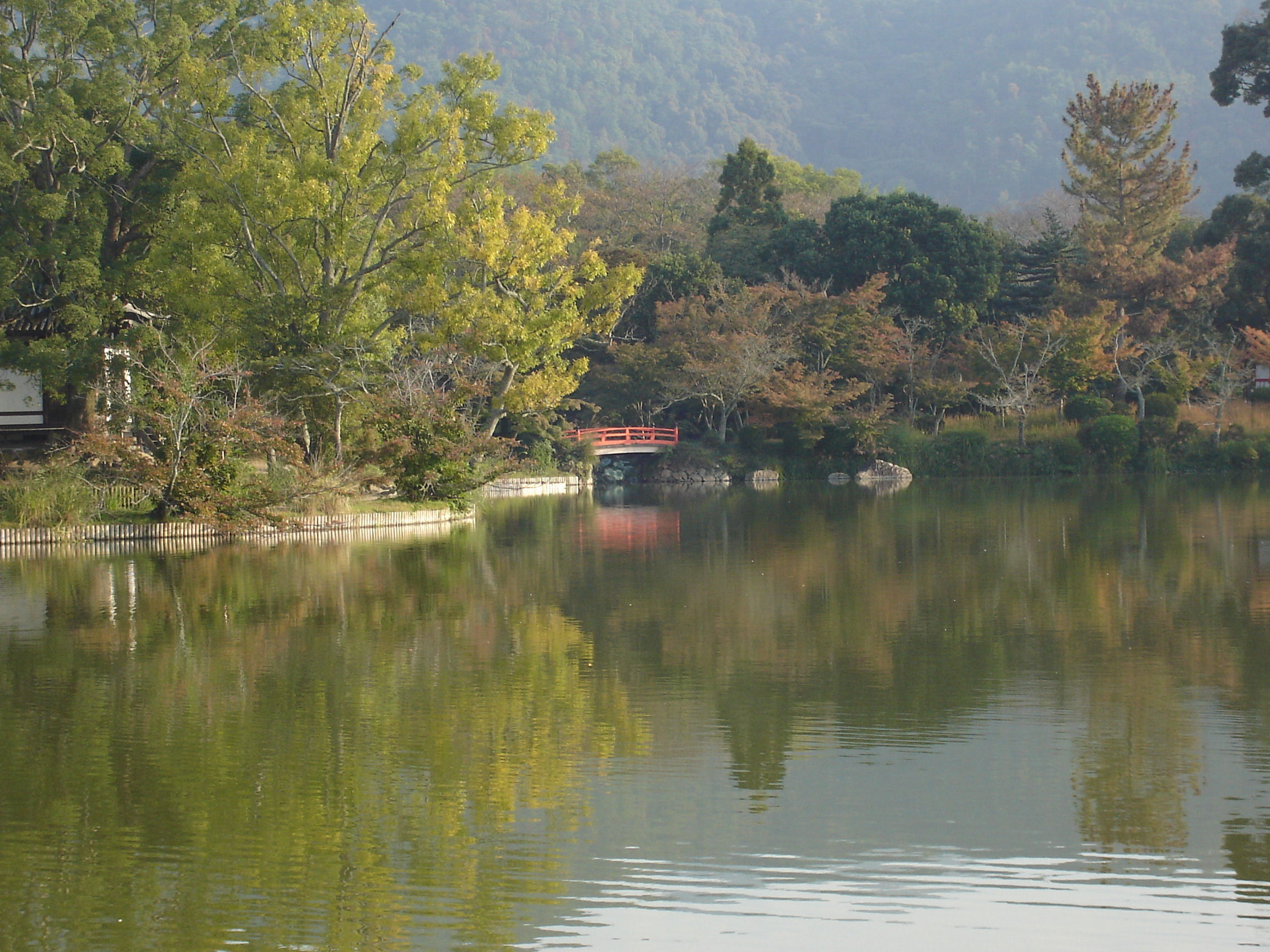
大沢池

- 靈龜山天龍寺（天龍資聖禪寺）
- 五臺山清凉寺
- 嵯峨山大覚寺門跡
- 大沢池
- 野宮神社
- 小倉山常寂光寺
- 落柿舎
- 小倉山二尊院（二尊敎院蕐臺寺）
- 紫雲山證安院（証安院）（嵯峨洛西観音霊場）
- 如意山厭離庵
- 小倉山滝口寺
- 高松山往生院祇王寺
- 成等山正覚寺 – 嵯峨野々宮町
- 嵯峨鳥居本
  - 華西山東漸院 化野念仏寺
  - 等覺山 愛宕念仏寺
- 祥鳳山直指庵
- 善入山宝筐院
- 車折神社（寶壽院）
- 覺雄山大福田寶幢禪寺 鹿王院